# Яп (штат)
Яп (англ. Yap) — один з чотирьох штатів Федеративних Штатів Мікронезії. Включає острови Яп і атоли на схід і південь від островів. Розташований на заході країни.
Територія — 122 км². Населення — 11 377 жителів (перепис 2010). Щільність населення — 93,25 чоловік на км².
Адміністративний центр — Колонія.

## Історія
У XVII столітті Іспанія оголосила Кароліни, куди входив о. Яп, своїм володінням. У 1899 році, після поразки Іспанії в війні з США, Німеччина купила Каролінські острови у Іспанії. У ході Першої світової війни в 1914 році острова були захоплені Японією, після закінчення війни за Версальським договором Каролінські острови були віддані Японії як «мандатна територія». Під час Другої світової війни Кароліни були зайняті США, які з 1947 року управляли ними за мандатом ООН у складі Підопічної території Тихоокеанські о-ва. У 1979 році Каролінські острови отримали статус «вільно асоційованої з США території» (угода підписана в 1982 році). 3 листопада 1986 утворені Федеративні Штати Мікронезії — суверенна держава у вільній асоціації з США. Острови Яп увійшли до складу федерації як один з чотирьох незалежних штатів.

## Кам'яні гроші на острові Яп

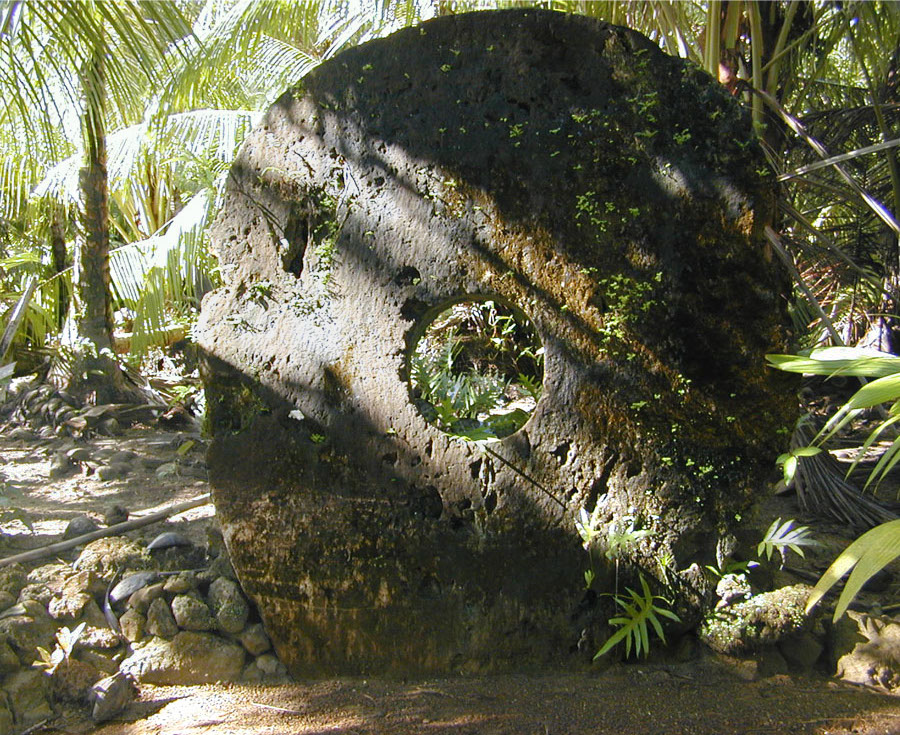
Кам'яні раї на острові яп

На острові Яп по нині в обігу перебувають кам'яні гроші раї, найбільші з яких мають вагу 2 тони та в діаметрі біл. 3 метрів. Вартість кам'яних монет завжди змінювалась, що протирічить поняттю західної економіки про стабільність валюти. Монети оцінюють за розміром, який може коливатися від 7 см до 3,6 м в діаметрі. На вартість також впливають зовнішні якості каменю та навіть те наскільки важко було його видобути зі скелі. Вартість монети також залежить від того, кому її віддавати в оплату і за що.
У кожному селищі на острові є "банк", де зберігаються надто важкі грошові одиниці, які не можна зрушити з місця. Оригінальну кам'яну валюту використовують на острові вже кілька століть, хоча ніхто достеменно не знає, звідки походить ця ідея. Проте відомо, що кожен кам'яний диск, вирізьблений із вапняку, відрізняється розміром і має свою окрему легенду.
На острові Яп не було міцної гірської породи або дорогоцінних металів, з яких можна було б виготовляти гроші. Тоді заможні япські родини почали споряджати команди досвідчених моряків до Палау, куди вони пливли спочатку на бамбукових плотах, а пізніше - шхунах, і привозили вапняк з місцевих кар'єрів. Як свідчать повідомлення 1880-х років, лише в одному кар'єрі міста Корор на Палау працювали понад чотири сотні япців. Це було значною частиною населення Япа, де мешкали в загальному близько 7 тисяч людей. Коли моряки поверталися з грошима з Палау, їх зустрічали вожді зі всього острову. Вони відбирали собі найбільші кам'яні диски і 2⁄5 каменів меншого розміру.
Кам'яним монетам зазвичай давали імена — власне ім'я вождя або родини, а також визначали їхню грошову вартість на основі найстарішої монети острова — перлинних мушель яр. Кам'яні гроші таким чином вводилися в обіг і за них можна було купувати будь-що.
Спочатку монети були невеликого розміру, але з розвитком технологій та інструментів вони почали більшати і згодом стали навіть вищими за людей, які титанічною працею вирізьблювали їх зі скелі. Коли наприкінці XIX століття європейські купці привезли в Мікронезію залізні інструменти, видобуток каменю став легшим. Япці привозили їх з архіпелагу Палау, який лежить за 400 км на південний захід. Найперші камені використовували в якості подарунків. Вони мали форму китів — звідси походить й їхня назва "раї". Але згодом їх почали використовувати як засіб обміну, а для зручності перевезення океаном всередині кожного з них вирізьбили дірку. За таку валюту япці можуть придбати собі права, або оплатити послугу. 